# Olivier Barras
Olivier Barras (1923-1964) was een Zwitserse amateurgolfer en autocoureur.
Olivier Barras was de zoon van Antoine Barras, toen voorzitter van de Golf Club Crans-sur-Sierre. Olivier was zeer sportief, hij speelde golf en ijshockey en reed in raceauto's. 

## Golfer
Hij won het eerste nationale kampioenschap matchplay dat in Genève werd gespeeld toen hij nog 17 jaar was en werd nationaal kampioen strokeplay in 1950, 1951, 1954, 1956, 1958, 1960, 1961, 1962 en 1964. Bij het Zwitsers Open was hij negen keer de beste amateur, incl. een derde plaats in 1954.
In 1958 vertegenwoordigde hij Zwitserland bij de Eisenhower Trophy. Hij zat in een team met André Barras, Peter Gutermann en Johan Panchaud. Hun non-playing captain was Hans Schweizer uit Luzern.

## Coureur
In 1964 verongelukte hij met de Lotus van een vriend tijdens een testronde op het circuit van Monza. Hij was klaar met zijn rondes, deed zijn helm af, en besloot toen nog een rondje te rijden.

## Memorial
Ter herinnering aan Olivier Barras wordt sinds 1965 jaarlijks in juni de Olivier Barras Memorial in Crans gespeeld. De winnaar van de Memorial krijgt een uitnodiging om mee te spelen in het Zwitsers Open, dat altijd in september plaatsvindt.